# 自由アーベル群
抽象代数学において、自由アーベル群 (free abelian group) あるいは自由 Z-加群 (free Z-module) とは基底をもったアーベル群のことを言う。
- アーベル群であるという条件は、結合的、可換、可逆な二項演算をもった集合であることを意味し、慣習的に演算は「加法」として、逆元を加えることを「減法」としてとらえられる。
- 基底とは、その群の任意の元が有限個の例外を除くすべての元が 0 となる整数係数線型結合としてちょうど一通りの方法で書けるような部分集合を言う。

したがって自由アーベル群の任意の元は、基底に属する元に「加法」や「減法」を有限回施すことで得られる。実例として整数全体の成す集合は加法に関して単元集合 {1} を基底とする自由アーベル群になる。実際、整数の加法は可換かつ結合的で、減法は加法逆元を加えることに等しく、各整数は 1 を必要な個数だけ加えたり引いたりすれば得られ、任意の整数はそれが 1 の何倍かを表す整数として一意に表すことができる。
自由アーベル群はその性質により、ベクトル空間とよく似た性格を持つ。代数的位相幾何学における応用として、自由アーベル群は鎖群の定義に用いられ、また代数幾何学において因子の定義に用いられる。整格子もまた自由アーベル群の例であり、格子論では実線型空間の自由アーベル部分群が調べられる。
基底 B を持つ自由アーベル群の各元は、非零整数 ai を係数として相異なる基底元 bi の有限項の和 ∑
i aibi の形の式で表現することができる。この式（およびこの式の表す元）は B 上の形式和 (formal sums) とも呼ばれる。別な言い方をすれば、基底 B を持つ自由アーベル群の元を、B の有限個の元のみを含む符号付き多重集合（形式和に現れる基底元 b の係数が多重集合の元としての b の重複度）と見なすこともできる。基底 B を持つ自由アーベル群は、その元を形式和として書く代わりに B 上の整数値函数で有限個の例外を除いて常に 0 となるものとして表し、群演算として点ごとの和を入れたものと見なすこともできる。
任意の集合 B に対して、B を基底とする自由アーベル群が作れる。そのような群は同型を除いて一意に定まる（同じ集合を基底に持つどの二つの自由アーベル群も必ず群同型になる）。基底元から元を構成する方法ではなくて、B の各元ごとに整数の加法群 Z のコピーを対応させ、それらの直和として基底 B を持つ自由アーベル群を得る方法もある。他にも、B の各元を生成元として B の元の任意の対から得られる交換子を基本関係子とする群の表示によって、B を基底とする自由アーベル群を記述することもできる。任意の自由アーベル群はその基底の濃度として定義される階数を持ち（同じ群のどの二つの基底も濃度が等しいこと（基底数不変性質）に注意すべきである）、同じ階数をもつどの二つの自由アーベル群も互いに同型である。自由アーベル群の任意の部分群はそれ自身自由アーベルである。この事実により、一般のアーベル群を自由アーベル群を「関係」または自由アーベル群の間の単射準同型の余核で割ったものと見ることができる。

## 例と構成

### 整数と格子
整数全体は、加法演算のもとで、基底 {1} をもつ自由アーベル群をなす。すべての整数 n は基底元の整係数線型結合（具体的には係数 n を持つ結合 n = n × 1）である。
整数のカルテシアン座標をもつ平面上の点からなる二次元整数格子はベクトルの加法のもとで基底 {{(0, 1), (1, 0)} をもつ自由アーベル群をなす。{\displaystyle e_{1}=(1,0)} および {\displaystyle e_{2}=(0,1)} とすれば、元 (4,3) は次のように書ける。
{\displaystyle (4,3)=4e_{1}+3e_{2}} ただし'スカラー倍'は {\displaystyle 4e_{1}:=e_{1}+e_{1}+e_{1}+e_{1}} であるように定義される。
この基底において、(4,3) を書く他の方法は存在しないが、{(1, 0), (1, 1)} のような別の基底をとれば、{\displaystyle f_{1}=(1,0)}, {\displaystyle f_{2}=(1,1)} とおくと、次のように書ける。
{\displaystyle (4,3)=f_{1}+3f_{2}}.
より一般に、すべての格子は有限生成自由アーベル群をなす。d 次元の整数格子は d 個の単位ベクトルからなる自然な基底をもつが、他の基底もたくさんもつ。M が d × d 整数行列で行列式が ±1 であれば、M の列は基底をなし、逆に整数格子のすべての基底はこの形である。二次元の場合についてより詳しくは、周期の基本対を見よ。

### 直和、直積、自明群
2つの自由アーベル群の直積はそれ自身自由アーベル群であり、2つの群の基底の（集合としての）直和が基底になる。より一般に自由アーベル群の任意有限個の直積は自由アーベル群である。例えば d-次元整数格子は整数の加法群 Z の d 個のコピーの直積に同型である。
自明群 {0} もまた空集合を基底とする自由アーベル群と考えられる。これは Z の 0 個のコピーの直積と解釈できる。
自由アーベル群の無限族に対しては、その直積（各群から一つずつ元をとってきて作られる組全体の成す族に点ごとの加法を入れたもの）は自由アーベル群とは限らない。例えばベーア–スペッカー群 {\displaystyle \mathbb {Z} ^{\mathbb {N} }}（{\displaystyle \mathbb {Z} } の可算個のコピーの直積として構成される不可算群）は1937年にラインホルト・ベーアによって自由アーベル群でないことが証明された。エルンスト・スペッカーは1950年に {\displaystyle \mathbb {Z} ^{\mathbb {N} }} のすべての可算部分群は自由アーベル群であることを証明した。有限個の群の直和は直積と同じものだが、直和因子が無限個の場合には直積と異なり、その元は有限個を除いてすべてが単位元に等しいような各群からの元の組からなる。直和因子が有限個の場合と同様、無限個の自由アーベル群の直和は自由アーベル性を保ち、その基底は直和因子の基底の非交和（の像）によって与えられる。
二つの自由アーベル群のテンソル積はつねに、積をとる二つの群の基底のカルテシアン積を基底にもつ自由アーベル群になる。
任意の自由アーベル群は、基底の各元に対して一つずつ Z のコピーを与えて、Z のコピーの直和として記述できる。この構成は、任意の集合 B を自由アーベル群の基底にすることを可能にする。

### 整数値関数と形式和
与えられた集合 B に対して群 {\displaystyle \mathbb {Z} ^{(B)}} が定義できる。ここに Z(B) は、B 上で定義された有限台を持つ整数値函数全体の成す集合であり（上付き添字のパーレンは、すべての函数を含む ZB と異なり、台が有限な函数のみを含むということを指し示すために付けられている）、そのような二つの函数 f, g に対して函数 f + g を、その各点での値が f, g 各々のその点における値の和として与えられるもの（つまり、(f + g)(x) ≔ f(x) + g(x) (∀x ∈ B)）とすれば、この点ごとの加法演算によって {\displaystyle \mathbb {Z} ^{(B)}} にアーベル群の構造が与えられる。
与えられた集合 B の各元 x を {\displaystyle \mathbb {Z} ^{(B)}} の元 ex に、e_{x}(y)={\begin{cases}1&(y=x)\\0&(y\neq x)\end{cases}} によって対応付ければ、{\displaystyle \mathbb {Z} ^{(B)}} のすべての関数 f は{\displaystyle f=\sum _{x\in \operatorname {supp} (f)}f(x)e_{x}}と基底元に対応する函数の有限線型結合として一意的に表されるから、したがってこれらの元 ex は {\displaystyle \mathbb {Z} ^{(B)}} の基底をなし、{\displaystyle \mathbb {Z} ^{(B)}} は自由アーベル群である。この方法で、任意の集合 B を自由アーベル群の基底にすることができる。
基底 B をもった自由アーベル群は同型を除いて一意であり、その元は B の元の形式和 (formal sum) と呼ばれる。それらはまた B の有限個の元の符号付き多重集合と解釈することもできる。例えば、代数的位相幾何学において、鎖は単体の形式和であり、鎖群は元が鎖であるような自由アーベル群である。代数幾何学において、リーマン面の因子（有理型関数の零点と極の組み合わせの記述）は不可算自由アーベル群をなし、それは面の点の形式和からなる。

### 表示
群の表示は群の生成元（任意の元は生成元の有限個の積として書ける）の集合と基本関係子（単位元に等しくなるべき生成元の積）の集合の組を言う。
命題基底 B を持つ自由アーベル群は、B の元全体を生成元の集合とし、B の元の任意の対の交換子の全体を基本関係子の集合とする表示を持つ。
ここに二元 x, y の交換子とは積 x−1y−1xy のことであり、この積が単位元に等しいということは xy = yx, つまり x と y は可換であることを意味する（さらに言えば、生成元がどの二つも可換となるならば、生成元の積として得られる元はどの二つも可換になる）から、上記の表示によって生成される群は確かにアーベルであり、しかもこの表示の関係子集合は生成される群がアーベルであることを保証するに必要最小限のものになっている。
生成元集合が有限集合のとき、表示もまた有限型である。この事実と自由アーベル群の任意の部分群が自由アーベルとなる（後述）という事実を合わせれば、任意の有限生成アーベル群が有限表示であることが示せる。というのも、アーベル群 G が集合 B によって有限生成されるならば、G は B 上の自由アーベル群をその適当な自由アーベル部分群（この部分群は G の表示の基本関係子によって生成される部分群である）で割った商であるが、この部分群もそれ自体自由アーベルゆえ有限生成であり、その基底（と B 上の交換子全体を合わせたもの）は G の表示における基本関係子の成す有限集合を与えるからである。

## 用語
任意のアーベル群は、群の元に対する整数によるスカラー倍を： {\displaystyle {\begin{aligned}0\,x&=0\\1\,x&=x\\n\,x&=x+(n-1)\,x&{\text{if}}\quad n>1\\(-n)\,x&=-(n\,x)&{\text{if}}\quad n<0\end{aligned}}}と定義して整数環 Z 上の加群と考えることができる。
自由加群とはその係数環の直和として表現できる加群のことであるから、自由アーベル群と自由 Z-加群は同値な概念である（任意の自由アーベル群は上で述べたスカラー倍のもとで自由 Z-加群であり、また任意の自由 Z-加群は自由アーベル群からこのようにして得られる。
ベクトル空間の場合とは異なり、すべてのアーベル群が基底をもつわけではないから、基底を持つ場合に対して特別な名前を与えるのである。実例として、任意のねじれ Z-加群、したがって任意の有限アーベル群は自由アーベル群ではない。実際、零元 0 は複数の線型結合に（基底の候補となり得るどのような元の集合上でも）分解することができる（少なくとも適当な正整数 n に対して {\displaystyle 0=0\,b=n\,b} と書ける）。一方、自由アーベル群の多くの重要な性質は単項イデアル整域上の自由加群に一般化できる。
自由アーベル群は2つのケースを除いて自由群ではないことに注意しよう： 空基底をもつ自由アーベル群（ランク 0 で、自明群になる）あるいはただ1つの元を基底にもつ自由アーベル群（ランク 1 で、無限巡回群になる）。他のアーベル群は自由群でない、なぜならば自由群において ab は a と b が基底の異なる元であれば ba とは異ならなければならないが、自由アーベル群においてそれらは等しくなければならない。自由群は群の圏において自由対象である、つまり、与えられた数の生成元での"最も一般的な"あるいは"最も制約のない"群である一方で、自由アーベル群はアーベル群の圏における自由対象である。一般の群の圏において、ab = ba を要求することは付加的な制約であるが、アーベル群の圏においてはこれは必要な性質である。

## 性質

### 普遍性
F が基底 B をもった自由アーベル群であれば、以下の普遍性 (universal property) が成り立つ：
自由アーベル群の普遍性B からアーベル群 A へのすべての任意の関数 f に対して、f の拡張である F から A への一意的な群準同型が存在する。
普遍性の一般的な性質によって、基底 B の （"the") アーベル群は同型を除いて一意であることをこのことは示している。これによって普遍性を基底 B の自由アーベル群の定義として使うことができ、またすべての他の定義が同値であることを示している。

### ランク
同じ自由アーベル群のすべての2つの基底は同じ濃度をもつので、基底の濃度はその群の不変量であり、ランク、階数 (rank) と呼ばれる。とくに、自由アーベル群が有限生成であることとランクが有限な数 n であることは同値であり、このとき群は {\displaystyle \mathbb {Z} ^{n}} に同型である。
ランクのこの概念を自由アーベル群から自由とは限らないアーベル群に一般化することができる。アーベル群 G のランクは商群 G/F が捩れ群であるような G の自由アーベル部分群 F のランクとして定義される。同値だが、それは自由部分群を生成する G の極大部分集合の濃度である。再び、これは群の不変量である。すなわち部分群の取り方によらない。

### 部分群
自由アーベル群のすべての部分群はそれ自身自由アーベル群である。Richard Dedekindのこの結果は、自由群のすべての部分群は自由であるという類似のニールセン–シュライヤーの定理の先駆けであり、無限巡回群のすべての非自明な部分群は無限巡回群であるという結果の一般化である。
定理{\displaystyle F} を自由アーベル群とし {\displaystyle G\subset F} を部分群とする。このとき {\displaystyle G} は自由アーベル群である。
証明には選択公理が必要である。Zorn の補題（選択公理と同値なたくさんの命題のひとつ）を用いた証明が Serge Lang の Algebra で見つけられる。Solomon Lefschetz と Irving Kaplansky は Zorn の補題の代わりに整列原理を使うことでより直感的な証明ができることを主張した。
有限生成自由群の場合、証明はより容易で、より正確な結果が得られる。
定理{\displaystyle G} を有限生成自由アーベル群 {\displaystyle F} の部分群とする。このとき {\displaystyle G} は自由であり {\displaystyle F} のある基底 {\displaystyle (e_{1},\ldots ,e_{n})} と正の整数 {\displaystyle d_{1}|d_{2}|\ldots |d_{k}} （つまり、各整数は次の整数を割り切る）が存在して {\displaystyle (d_{1}e_{1},\ldots ,d_{k}e_{k})} は {\displaystyle G} の基底である。さらに、列 {\displaystyle d_{1},d_{2},\ldots ,d_{k}} は {\displaystyle F} と {\displaystyle G} のみに依り問題を解く特定の基底 {\displaystyle (e_{1},\ldots ,e_{n})} に依らない。
定理の存在の部分の構成的証明は整数行列のスミス標準形を計算する任意のアルゴリズムによって提供される。一意性は次の事実から従う。任意の r ≤ k に対して、行列のランク r の小行列式の最大公約数は Smith normal form の計算の間に変わらず、計算の最後における積 {\displaystyle d_{1}\cdots d_{r}} である。

### ねじれと可除性
すべての自由アーベル群はねじれがない。すなわち nx = 0 なる群の元 x と零でない整数 n の組は存在しない。逆に、すべてのねじれのない有限生成アーベル群は自由アーベルである。同じことは平坦性にも適用する、なぜならばアーベル群が捩れなしであることと平坦であることは同値だからだ。
有理数のなす加法群 Q は自由アーベルでないねじれのない（が有限生成でない）アーベル群の例を提供する。Q が自由アーベルでない1つの理由は可除であるということだ、つまり Q のすべての元 x とすべての 0 でない整数 n に対して x を別の元 y のスカラー倍 ny として表すことができる。対照的に、0 でない自由アーベル群は決して可除でない、なぜならばそれらのどんな基底元も他の元の非自明な整数倍であることは不可能だからだ。

## 任意のアーベル群との関係
任意のアーベル群 A が与えられると、つねに自由アーベル群 F と F から A への全射群準同型が存在する。与えられた群 A への全射を構成する 1 つの方法は {\displaystyle F=\mathbb {Z} ^{(A)}} をA から整数全体への 0 でないのが有限個の関数の集合として表現される A 上の自由アーベル群とすることである。このとき全射は A の元の形式和としての F の元の表現から定義できる：
{\displaystyle f=\sum _{\{x\mid f(x)\neq 0\}}f(x)e_{x}\mapsto \sum _{\{x\mid f(x)\neq 0\}}f(x)x,}
ただし最初の和は F においてで、二番目の和は A においてである。この構成は普遍性の例と見ることができる： この全射は関数 {\displaystyle e_{x}\mapsto x} を拡張する唯一の群準同型である。
F と A が上記のとき、F から A への全射の核 G はまた自由アーベルである、なぜなら F の部分群（単位元に写される元からなる部分群）だからだ。それゆえ、これらの群は短完全列
0 → G → F → A → 0
をなす、ここで F と G はともに自由アーベルであり A は商群 F/G に同型である。これは A の自由分解である。さらに、選択公理を仮定すると、自由アーベル群はちょうどアーベル群の圏において射影対象である。